# Narciso Fernandini
Narciso Fernandini Juliani fue un político peruano.
Nació en Ica el 28 de octubre de 1802. Hijo del corso Giovanni Giuseppe Ferrandini Lucchesi (1740-1810) y la criolla María Manuela Juliani y Mejía de Cabrera (1767-1836), Sus hermanos fueron Mariano (1788-1836), presbítero y canónigo del Cabildo Eclesiástico de la Catedral de Lima; Manuel María (1794-1885), coronel del Ejército del Perú, Juan Pablo Fernandini (1799-1836), militar y prócer de la independencia del Perú; Félix Hilario (1805-1886) Hacendado de la ciudad de Ica. Además tenía dos hermanastros hijos del primer matrimonio de su padre con Anacleta Aguilar: José Eduardo Fernandini Aguilar, guarda vista de la Casa de la Moneda de Lima, comandante general de Resguardo de Lambayeque, y José Mariano Fernandini Aguilar, Presbítero, canónigo del Cabildo Eclesiástico de la Catedral de Lima, doctor en Teología Dogmática y Natural, rector del Colegio de la Independencia en Lima, firmantes del Acta de Independencia del Perú.
Tras la caída de la Confederación Perú-Boliviana, fue elegido diputado por Lima ante el Congreso General de Huancayo.